# Простеёв
Про́стеёв (также Простейов, чеш. Prostějov [proscɛjof], бывш. нем. Proßnitz — Про́сниц) — статутный город на востоке Чехии, в районе Простеёв Оломоуцкого края. Расположен в географической области Гана, в 18 километрах к юго-западy от Оломоуца. Численность населения — 46 037 человек (2009).

## История
Впервые письменно упоминается в 1141 году. Уже в XIII столетии получил право держать рынок. С 1390 года проводятся ежегодные ярмарки, что было равносильно предоставлению городского статуса. В этот период город Прошниц (немецкое название) принадлежал феодальному роду Краварнов, с 1495 по 1599 год — во владении  панов из Пернштейна, с 1599 по 1848 год — князей Лихтенштейнов.
На протяжении XX века Простеёв оставался одним из центров текстильной и швейной промышленности Чехии.

## Территориальное деление

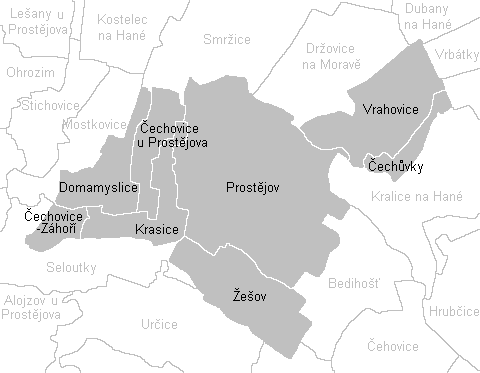
Кадастровые городские части Простеёва

Город Простеёв состоит из следующих кадастровых частей:
- Простеёв
- Чеховице
- Чехувки
- Домамыслице
- Красице
- Враговице
- Жешов

## Население
| Год  | Численность | Численность |
| ---- | ----------- | ----------- |
| 1869 | 18 475      | [ 6 ]       |
| 1880 | 21 290      | [ 6 ]       |
| 1890 | 24 075      | [ 6 ]       |
| 1900 | 28 659      | [ 6 ]       |
| 1910 | 35 783      | [ 6 ]       |
| 1921 | 35 588      | [ 6 ]       |
| 1930 | 33 481      | [ 2 ]       |
| 1950 | 39 146      | [ 6 ]       |
| 1961 | 34 281      | [ 2 ]       |
| 1970 | 40 794      | [ 2 ]       |
| 1980 | 47 267      | [ 6 ]       |
| 1991 | 48 898      | [ 6 ]       |
| 2001 | 46 910      | [ 6 ]       |
| 2014 | 44 234      | [ 7 ]       |
| 2016 | 43 977      | [ 8 ]       |
| 2017 | 43 975      | [ 9 ]       |
| 2018 | 43 798      | [ 10 ]      |
| 2019 | 43 680      | [ 11 ]      |
| 2020 | 43 651      | [ 12 ]      |
| 2021 | 43 381      | [ 13 ]      |
| 2022 | 43 055      | [ 14 ]      |
| 2023 | 43 551      | [ 15 ]      |
| 2024 | 43 563      | [ 4 ]       |

## Города-побратимы
- Бурленге, Швеция
- Сьрода-Велькопольска, Польша
- Хойерсверда, Германия
- Высоке Татры, Словакия
- Санкт-Пёльтен, Австрия

В честь города-побратима Простеёв в 1981 году была названа улица Простеёво в городе Россошь, Россия.
В честь города-побратима Россошь в городе Простеёв в 1974 году был поставлен памятник-монумент в знак интернациональной дружбы.